# Колледж (фильм, 1927)
Колледж (англ. College) — американская немая черно-белая комедия Джеймса Хорна 1927 года.

## Сюжет
В Южной Калифорнии Рональд заканчивает среднюю школу как «самый блестящий ученик», получив медаль, и право выступить с речью в огромной аудитории на выпускном перед бывшими учениками, родителями и преподавателями. Речь Рональда, в которой он говорит что книги намного важнее легкой атлетики и спорта безумно оскорбляет большую часть аудитории  настолько сильно, что практически все бывшие ученики,  в том числе и популярный спортсмен Джефф, покидают помещение, выбежав на улицу под проливной дождь.  Возлюбленная Рональда Мэри осталась дослушать его речь до конца, но лишь затем, чтобы сообщить ему о разрыве. Или он станет более спортивным, или она к нему никогда не подойдёт...  и докажет это делом. Вызов принят.
Рональд решает последовать за Мэри, в Клейтон, который ректор описывает как «колледж, кишащий спортсменами». Узнав что перед ним медалист и  лучший выпускник школы, ректор рекомендует всем студентам брать  Рональда в пример. В первую очередь необходимо найти работу, что-то спортивное, атлетическое..  Заметив как ловко бармен разливает газированные напитки за стойкой, Рональд решает устроиться туда на работу. В первый же день работы продавцом газированных напитков и официантом в одном лице, Рональд попадает в массу неловких ситуаций, и замечает Мэри, которая начала встречаться с Джеффом...  
Надеясь произвести впечатление на Мэри, и вернуть ее, Рональд пробует себя в бейсбольной и легкоатлетической командах колледжа, но результат оказывается совершенно противоположным задуманному. Увидев Мэри наблюдающую за его неудачами, Рональд еще более сокрушается, что отражается и на его учебе. 
Вызов в кабинет ректора не заставляет себя ждать, куда Рональд и приходит с поникшей головой, и честно объясняет почему его оценки ухудшаются. Выслушав Рональда, ректор проникается к нему, и вспоминает себя в молодые годы. Оказывается у ректора была похожая ситуация, но он, Дин Эдвардс, выбрал учебу... потому и не женат до сих пор. Вызвав тренера по гребле, ректор приказывает тому, сделать Рональда рулевым на предстоящих соревнованиях. Тренер в шоке от этого решения ректора, и пытается саботировать Рональда, но терпит неудачу. 
Несмотря на то, что Рональд  сорвал руль в середине гонки а на финише вызвал столкновения с другими лодками, команда Клейтона все равно выигрывает гонку, у самого финиша вырвавшись вперед. Вот он триумф, победа, но Мэри нет среди болельщиков..
Тем временем Мэри начинает ценить тщетные попытки Рональда произвести на нее впечатление. Однако в день соревнований по гребле  Джеффа выгоняют из колледжа, и он берет Мэри в заложники, и хочет чтобы ее тоже исключили, и она вышла за него замуж. В конце концов, ей удается связаться с Рональдом по телефону, и сообщить ему причину своего отсутствия на соревнованиях.  
Внезапно, словно окрыленный звонком,  Рональд демонстрируя невиданный прежде атлетизм: перепрыгивает препятствия в виде кустов, канав и в конце при помощи шеста запрыгивает в окно Мэри. В комнате Мэри Рональд отбивается от Джеффа, бросая в него предметы домашнего обихода и демонстрируя навыки метания копья, толкания ядра и занятий футболом. Поверженный Джефф уходит прочь с позором, а Мэри соглашается выйти замуж за Рональда.  
Рональд и Мэри проживают остаток своей жизни вместе. Фильм заканчивая снимком надгробий, стоящих бок о бок.

## В ролях
- Бастер Китон — Рональд
- Энн Корнуолл — Мэри Хэйнс, девушка Рональда
- Флора Брэмли — подруга Мэри
- Гарольд Гудвин — Джефф, соперник Рональда
- Шнитц Эдвардс — Дин Эдвардс, ректор
- Карл Харбо — тренер команды
- Сэм Кроуфорд — тренер по бейсболу
- Флоренс Тёрнер — мать Рональда
- Мадам Сул-Те-Ван — повар